# グロリア・カッツ
グロリア・カッツ（Gloria Katz、1942年10月25日 - 2018年11月25日）は、アメリカ合衆国の脚本家・映画プロデューサー。

## 来歴
ロサンゼルス出身。ユダヤ系。ジョージ・ルーカスの補佐で知られ、夫のウィラード・ハイクと共に『アメリカン・グラフィティ』、『インディ・ジョーンズ/魔宮の伝説』、『ハワード・ザ・ダック/暗黒魔王の陰謀』などに参加した。また、『スター・ウォーズ エピソード4/新たなる希望』では夫と共にルーカスから脚本の修正を依頼され、全体の30%のセリフを手直ししたと語っている。

## フィルモグラフィ
- メサイア・オブ・デッド Messiah of Evil (1973) - 監督・製作・脚本
- アメリカン・グラフィティ American Graffiti (1973) - 脚本
- ラッキー・レディ Lucky Lady (1975) - 脚本
- フレンチグラフィティ French Postcards (1979) - 製作・脚本
- おかしな関係 Best Defense (1984) - 製作・脚本
- インディ・ジョーンズ/魔宮の伝説 Indiana Jones and the Temple of Doom (1984) - 脚本
- ハワード・ザ・ダック/暗黒魔王の陰謀 Howard the Duck (1986) - 製作・脚本
- Mothers, Daughters and Lovers (1989、テレビ映画) - 製作総指揮・脚本
- 笑撃生放送! ラジオ殺人事件 Radioland Murders (1994) - 脚本